# Roger Lebranchu
Roger Lebranchu (Neuilly-sur-Seine, Francia; 22 de julio de 1922 – 10 de enero de 2025) fue un remero y militar francés.

## Carrera

### Remero
Participó en los Juegos Olímpicos de Londres 1948 en la modalidad de ocho donde no pudo clasificar al quedar fuera en los cuartos de final y en el repechaje, donde hizo equipo con Pierre Fauveau, Pierre Sauvestre, Alphonse Bouton, Erik Aschehoug, Jean Bocahut, René Boucher y Pierre Clergerie con Robert Léon como timonel.

### Militar
Durante la Segunda Guerra Mundial Lebranchu fue arrestado por ser miembro de la Resistencia francesa, donde permaneció en los campos de concentración por dos años hasta que pudo escapar.

## Distinciones
- Legión de Honor[5]
- Medalla Militar
- Croix de guerre 1939-1945
- Médaille des évadés
- Cruz de Combatiente Voluntario
- Cruz de Combatiente Voluntario de la Resistencia
- Cruz del Combatiente
- Medalla Conmemorativa de la Guerra 1939-1945
- Médaille de la déportation et de l'internement pour faits de Résistance
- Insigne des blessés militaires